# صموئيل لويس هايز
صموئيل لويس هايز (بالإنجليزية: Samuel Lewis Hays) هو سياسي أمريكي، ولد في 20 أكتوبر 1794 بكلاركسبورغ في الولايات المتحدة، وتوفي في 17 مارس 1871 في نفس البلد. حزبياً، نشط في الحزب الديمقراطي. وقد انتخب عضو مجلس نواب الولايات المتحدة عن ولاية فرجينيا وانتخب عضو مجلس النواب الأمريكي.